# یواس‌اس ترنادو (پی‌سی-۱۴)
یواس‌اس ترنادو (پی‌سی-۱۴) (به انگلیسی: USS Tornado (PC-14)) یک کشتی است که طول آن ۱۷۹ فوت (۵۵ متر) می‌باشد. این کشتی در سال ۱۹۹۹ ساخته شد.